# Леонида Лари
Леони́да Ла́ри (рум. Leonida Lari; имя при рождении — Любо́вь Ива́новна Тукилату, в браке — Любо́вь Ива́новна Йо́рга; 26 октября 1949, село Бурсучены, Лазовский район, Молдавская ССР, СССР — 11 декабря 2011, Кишинёв, Молдавия) — молдавская и румынская поэтесса, писательница, журналистка и политический деятель.

## Биография
Окончила филологический факультет Кишинёвского государственного университета, работала в музее литературы имени Дмитрия Кантемира,
- 1988—2003 гг. — главный редактор первого издания на латинской графике в Молдавии — «Glasul Naţiunii». Являлась руководителем Движения национального возрождения.
- 1989—1991 гг. — народный депутат СССР, была членом Постоянного бюро Народного фронта Молдовы.
- 1990—1997 гг. — возглавляла Христианско-демократическую лигу женщин Молдовы, а начиная с 1992 года была депутатом парламента Румынии,
- 1996—2008 гг. — депутат парламента Румынии от Христианско-демократической национал-цэрэнистской партии, затем от партии «Великая Румыния».

В 1996 г. награждена молдавскими властями Орденом Республики.
Умерла после тяжёлой и продолжительной болезни.

## Творчество
Являлась членом Союза писателей Молдовы. Опубликовала 24 сборника стихотворений и прозы (в том числе сказочной) и была переводчиком произведений из всемирной поэзии. В 2013 году в печать вышел посмертный сборник стихов Леониды Лари.

## Личная жизнь
Родители, Ион и Надежда Тукилату, работали учителями. Брат Леонард Тукилату, также поэт, умер в возрасте 24 лет от последствий облучения радиацией во время службы в армии.
В некоторых источниках её мужем называется Михай Йорга, актёр кишинёвского театра, чью фамилию поэтесса официально носила в период работы народным депутатом СССР. У Михая Йорга и Леониды Лари есть дочь Эммануэла.